# فیشرآیلند (نیویورک)
فیشرآیلند (به انگلیسی: Fishers Island) یک منطقهٔ مسکونی در ایالات متحده آمریکا است که در شهرستان سافک، نیویورک واقع شده‌است. فیشرآیلند ۱۰٫۹ کیلومتر مربع مساحت و ۲۳۶ نفر جمعیت دارد و ۴٫۸۸ متر بالاتر از سطح دریا واقع شده‌است.